# ماساهيرو كوراموتو
ماساهيرو كوراموتو (باليابانية: 倉本昌弘؛ بالكانا: くらもと まさひろ) هو لاعب غولف ياباني، ولد في 9 سبتمبر 1955 في هيروشيما في اليابان.

## وصلات خارجية
- ماساهيرو كوراموتو على موقع رابطة لاعبي الغولف المحترفين (الإنجليزية)
- ماساهيرو كوراموتو على موقع رابطة أوروبا للاعبي الغولف المحترفين (الإنجليزية)
- ماساهيرو كوراموتو على موقع رابطة اليابان للاعبي الغولف المحترفين (الإنجليزية)
- ماساهيرو كوراموتو على موقع التصنيف العالمي الرسمي للغولف (الإنجليزية)